# Adam's Song
Singles de Blink-182
All the Small Things
(2000) Man Overboard
(2000)
Pistes de Enema of the State
Dysentery Gary
(6) All the Small Things
(8)
Adam's Song est une chanson du groupe Blink-182 qui apparaît sur l'album Enema of the State. La version single est sortie le 5 septembre 2000 et la chanson est chantée intégralement par Mark Hoppus. Adam's Song se veut sérieuse, ce qui vient trancher avec les paroles habituellement humoristiques et décalées du groupe. Plus particulièrement, les paroles mettent en exergue la dépression et le suicide des adolescents. 
La chanson raconte une histoire triste, celle d'un fan mal dans sa peau. Les paroles reprennent en partie des passages d'un courriel reçu d'un fan disant « S'il vous plaît, dites à ma mère que ce n'est pas sa faute » (« Please tell mom this is not her fault »), « Je suis trop déprimé pour continuer » (« I'm too depressed to go on ») ou encore « Je n'aurais jamais pensé mourir seul » (« I never thought I'd die alone »).
On remarque également dans cette chanson que le passage « I took my time, I hurried up, the choice was mine, I didn’t think enough » pourrait se référer directement à la chanson de Nirvana Come As You Are (1991) : « Take your time, hurry up, the choice is yours, dont be late ».   
La chanson fait sensation en 2000, lorsqu'un jeune homme de 17 ans, Greg Barnes, ami de victimes de la Fusillade de Columbine, est retrouvé pendu dans le garage de la maison familiale avec la chanson Adam's Song tournant en boucle.
Mark Hoppus a déclaré : « Ma plus grande fierté est d’avoir reçu des courriels de fans ayant eu des tendances suicidaires et qui, après avoir entendu Adam’s Song, ont décidé de changer d’avis, de repenser la question de leur vie. C’est vraiment quelque chose d’intense. Quand je lis ce courriel, ces "sauvetages", cela devient l’un des plus grands moments de ma vie. »
Le clip est réalisé par Liz Friedlander.

## Liste des pistes
| Adam's Song | Adam's Song                  | Adam's Song | Adam's Song | Adam's Song | Adam's Song | Adam's Song | Adam's Song | Adam's Song | Adam's Song |
| No          | Titre                        | Auteur      | Durée       |             |             |             |             |             |             |
| ----------- | ---------------------------- | ----------- | ----------- | ----------- | ----------- | ----------- | ----------- | ----------- | ----------- |
| 1.          | Adam's Song (Edition radio)  | Blink-182   | 4:10        |             |             |             |             |             |             |
| 2.          | Going Away to College (Live) | Blink-182   | 3:40        |             |             |             |             |             |             |
| 3.          | Adam's Song (Live)           | Blink-182   | 4:35        |             |             |             |             |             |             |
| 4.          | Wendy Clear (Live)           | Blink-182   | 4:09        |             |             |             |             |             |             |
| 16:34       |                              |             |             |             |             |             |             |             |             |

## Collaborateurs
- Mark Hoppus — chant, basse
- Tom DeLonge — guitare, chant
- Travis Barker — batterie